# LaRue County
Das LaRue County ist ein Verwaltungsbezirk im Bundesstaat Kentucky der Vereinigten Staaten. Das U.S. Census Bureau hat bei der Volkszählung 2020 eine Einwohnerzahl von 14.867 ermittelt.
Der Sitz der Countyverwaltung, Hodgenville, benannt nach dem Mühlenbesitzer Robert Hodgen, ist der Geburtsort Präsident Abraham Lincolns. Der Bezirk gehört zu den sogenannten Dry Countys, in denen der Verkauf von Alkohol stark eingeschränkt oder verboten ist.

## Geographie
Das County liegt etwas westlich des geographischen Zentrums von Kentucky und hat eine Fläche von 683 Quadratkilometern, wovon ein Quadratkilometer Wasserfläche ist. Es grenzt im Uhrzeigersinn an folgende Countys: Nelson County, Marion County, Taylor County, Green County, Hart County und Hardin County.

## Geschichte
Larue County wurde am 4. März 1843 aus Teilen des Hardin County gebildet. Benannt wurde es nach John LaRue, einem frühen Siedler in diesem Gebiet.
Insgesamt sind 32 Bauwerke und Stätten des Countys im National Register of Historic Places eingetragen (Stand 5. Oktober 2017). Darunter befindet sich der Abraham Lincoln Birthplace National Historical Park.

## Demografische Daten

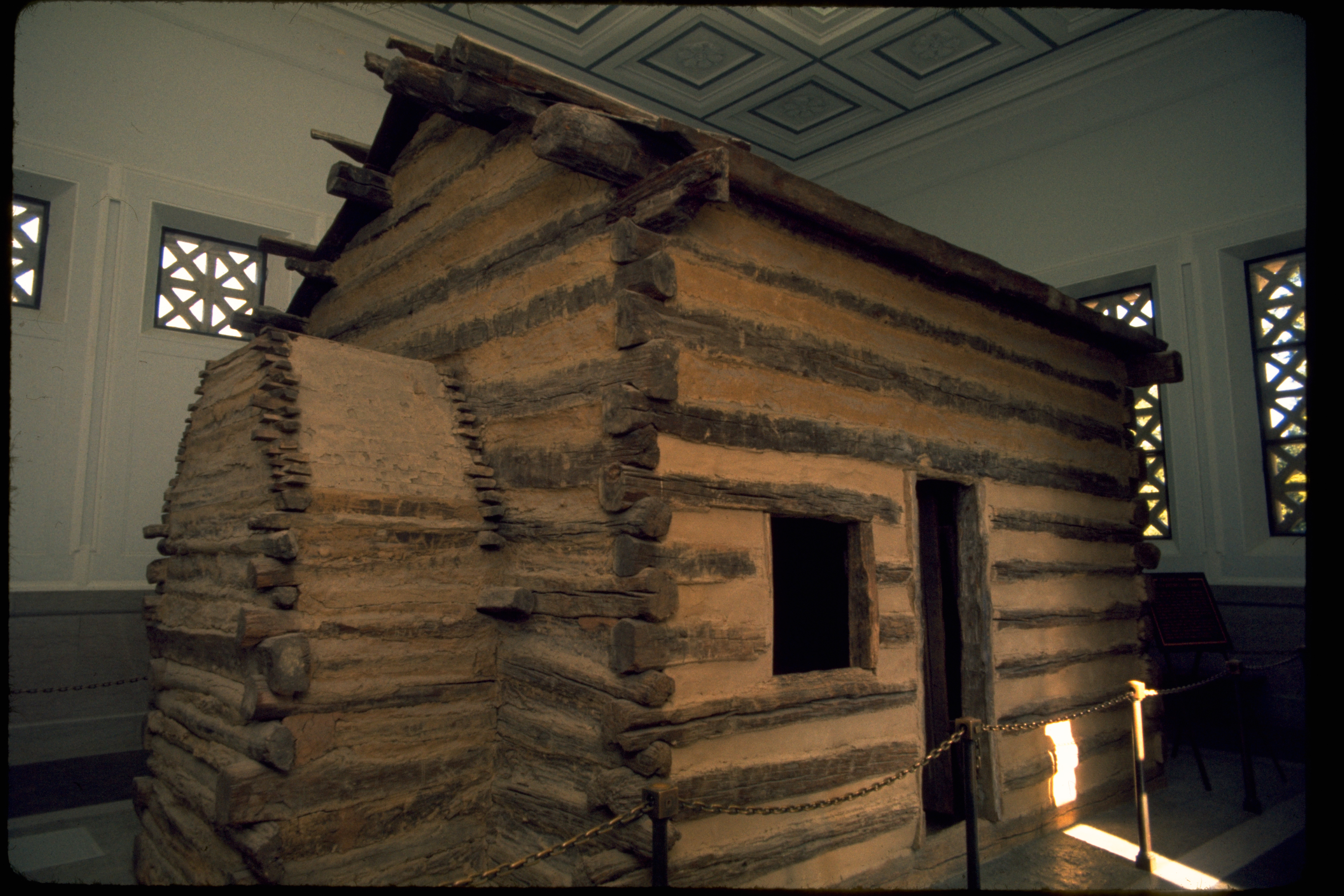
Geburtshaus von Abraham Lincoln (Nachbau)

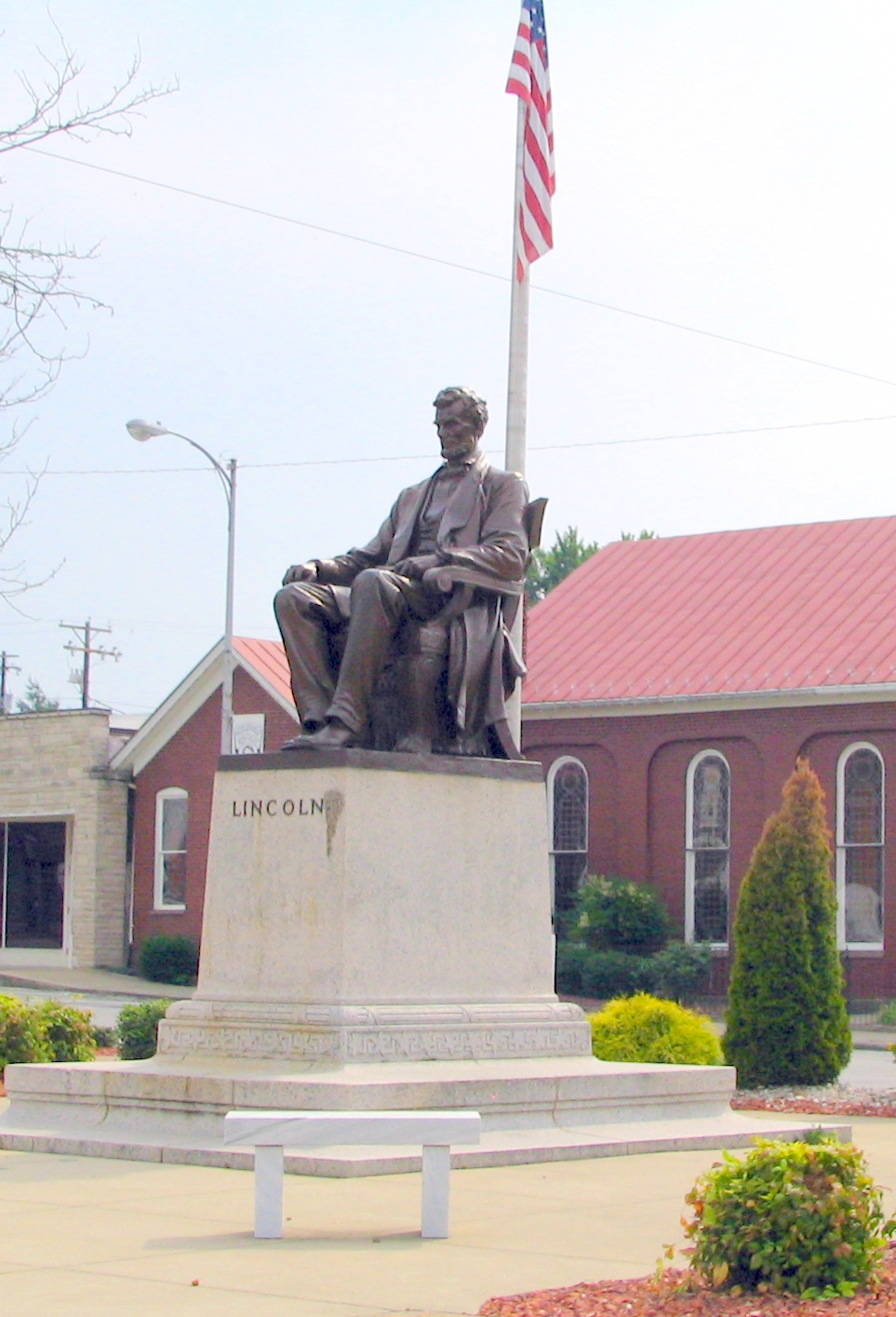
Lincoln-Statue am Town Square in Hodgenville

Nach der Volkszählung im Jahr 2000 lebten im LaRue County 13.373 Menschen in 5.275 Haushalten und 3.866 Familien. Die Bevölkerungsdichte betrug 20 Einwohner pro Quadratkilometer. Ethnisch betrachtet setzte sich die Bevölkerung zusammen aus 94,65 % Weißen, 3,54 % Afroamerikanern, 0,19 % amerikanischen Ureinwohnern, 0,16 % Asiaten, 0,03 % Bewohnern aus dem pazifischen Inselraum und 0,34 % aus anderen ethnischen Gruppen; 1,10 % stammten von zwei oder mehr Ethnien ab. 1,05 % der Bevölkerung waren spanischer oder lateinamerikanischer Abstammung.
Von den 5.275 Haushalten hatten 32,5 % Kinder und Jugendliche unter 18 Jahre, die bei ihnen lebten. 59,2 % waren verheiratete, zusammenlebende Paare, 10,5 % waren allein erziehende Mütter, 26,7 % waren keine Familien, 23,7 % waren Singlehaushalte und in 11,2 % lebten Menschen im Alter von 65 Jahren oder darüber. Die Durchschnittshaushaltsgröße betrug 2,49 und die durchschnittliche Familiengröße lag bei 2,94 Personen.
Auf das gesamte County bezogen setzte sich die Bevölkerung zusammen aus 25,0 % Einwohnern unter 18 Jahren, 7,7 % zwischen 18 und 24 Jahren, 28,2 % zwischen 25 und 44 Jahren, 24,0 % zwischen 45 und 64 Jahren und 15,0 % waren 65 Jahre alt oder darüber. Das Durchschnittsalter betrug 38 Jahre. Auf 100 weibliche Personen kamen 95,4 männliche Personen. Auf 100 Frauen im Alter von 18 Jahren alt oder darüber kamen statistisch 92,9 Männer.
Das jährliche Durchschnittseinkommen eines Haushalts betrug 32.056 USD, das Durchschnittseinkommen der Familien betrug 37.786 USD. Männer hatten ein Durchschnittseinkommen von 30.907 USD, Frauen 20.091 USD. Das Pro-Kopf-Einkommen betrug 15.865 USD. 15,4 % der Bevölkerung und 12,6 % der Bevölkerung lebten unterhalb der Armutsgrenze. Davon waren 18,9 % Kinder oder Jugendliche unter 18 Jahre und 16,4 % waren Menschen über 65 Jahre.

## Orte im County
- Athertonville
- Attilla
- Boundary Oak
- Buffalo
- Ginseng
- Gleanings
- Hodgenville
- Jericho
- Leafdale
- Lyons
- Magnolia
- Mathers Mill
- Maxine
- Mount Sherman
- Roanoke
- South Buffalo
- Talley
- Tanner
- Tonieville
- Upton